# Instituto de la Patagonia

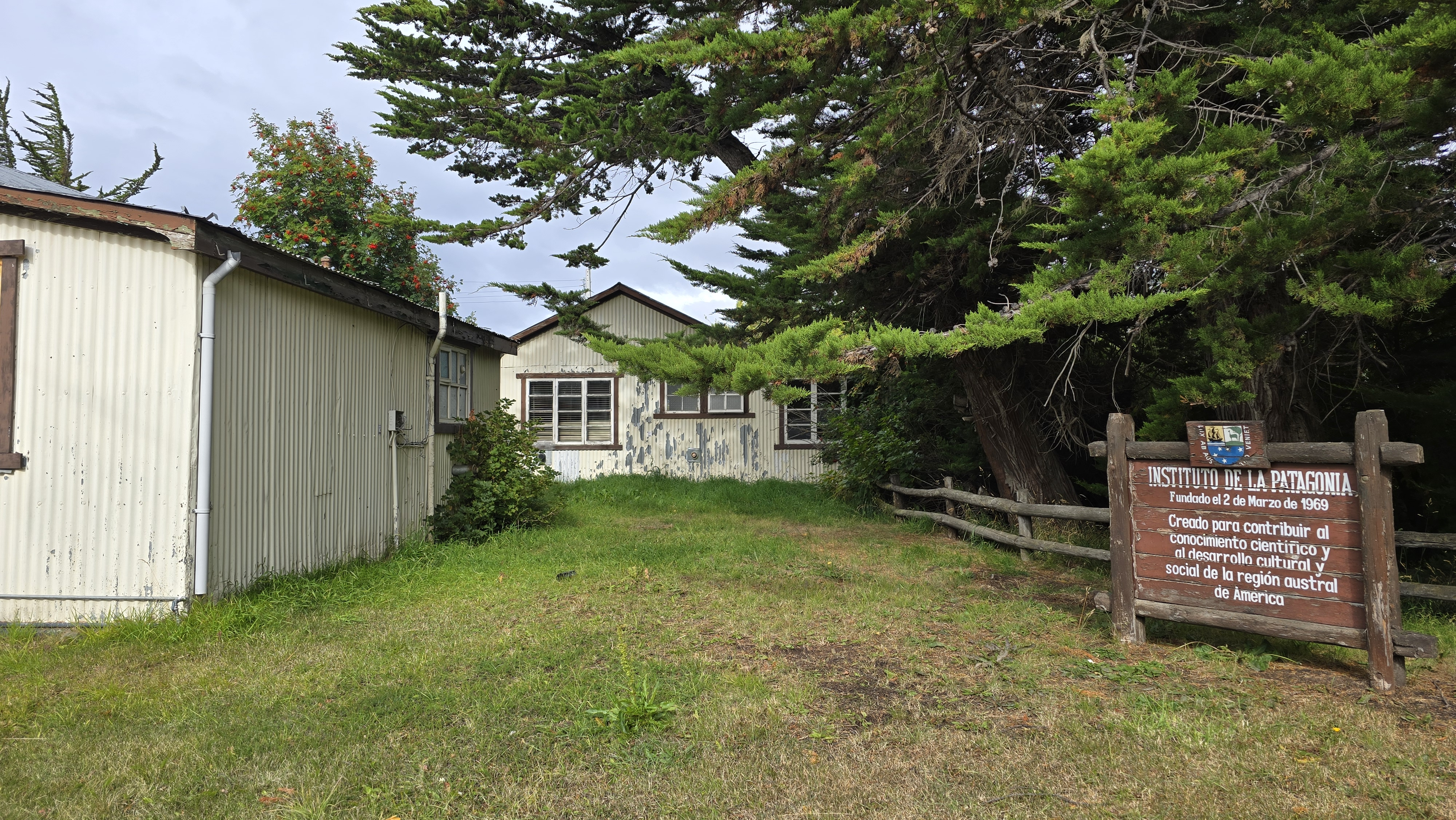
Frontis de una de las oficinas del Instituto de la Patagonia en 2025.

El Instituto de la Patagonia es un instituto de investigación, ubicado en Avenida Bulnes 01890, al frente del Campus Central UMAG en la ciudad de Punta Arenas. Fundado por el exintendente de la Región de Magallanes y Premio Nacional de Historia de Chile, Mateo Martinic en 1969 y desde 1985 incorporado a la Universidad de Magallanes, es un centro de estudios e investigaciones cuyo sujeto geográfico es la región meridional americana, particularmente la de Magallanes. Sus objetivos permanentes son los de contribuir al conocimiento, desarrollo y difusión de las ciencias humanas y naturales en lo que se refiere específicamente al acontecer humano en el tiempo y a las características de los ecosistemas naturales. 

## Enlaces externos

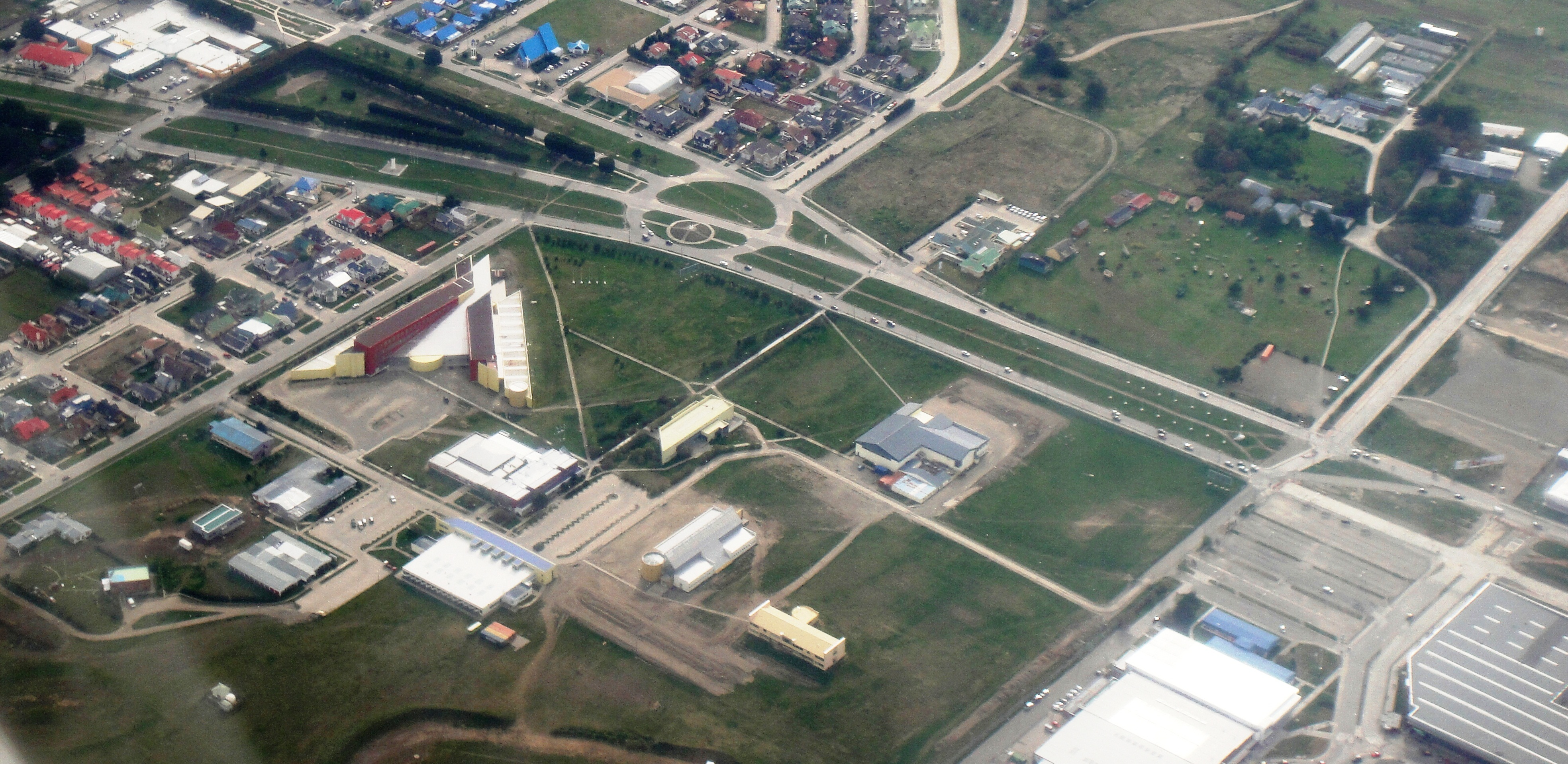
Vista aérea del Campus Central de la Universidad de Magallanes y del Instituto de la Patagonia.

## Anales del Instituto de la Patagonia
El Instituto de la Patagonia edita anual y regularmente desde el año 1970 los anales del Instituto de la Patagonia en sus series Ciencias Humanas y Ciencias Naturales, revista que recoge las contribuciones derivadas de la actividad científica de sus investigadores y de terceros asociados a la misma.

## Magallania
Antigua serie Ciencias Humanas de Anales del Instituto de la Patagonia, Universidad de Magallanes, publicada desde 1970 en forma regular con un volumen por año, y a contar del 2005 con 2 volúmenes; tiene por objetivo principal la publicación de trabajos originales e inéditos realizados preferentemente por los investigadores de la Universidad de Magallanes y académicos asociados pertenecientes a otras entidades del país y del extranjero, en los campos de las Ciencias Sociales y Humanidades referidos a la Patagonia, Tierra del Fuego, Antártica e islas adyacentes y el Océano Pacífico sur-oriental.

## Centros y áreas
Centro de Estudios del Hombre Austral 
- Arquitectura
- Historia
- Arqueología
- Antropología
- Área de Geociencias
- Climatología
- Geología
- Glaciología
- Micropaleontología
- Área de Biología
- Botánica
- Entomología
- Hidrobiología (Pabellón de Colecciones Biológicas "Prof. Edmundo Pisano" y Grupo de Estudios Ambientales, GEA)
- Zoología
- Centro de Horticultura y Floricultura

## Museo del Recuerdo del Instituto de la Patagonia

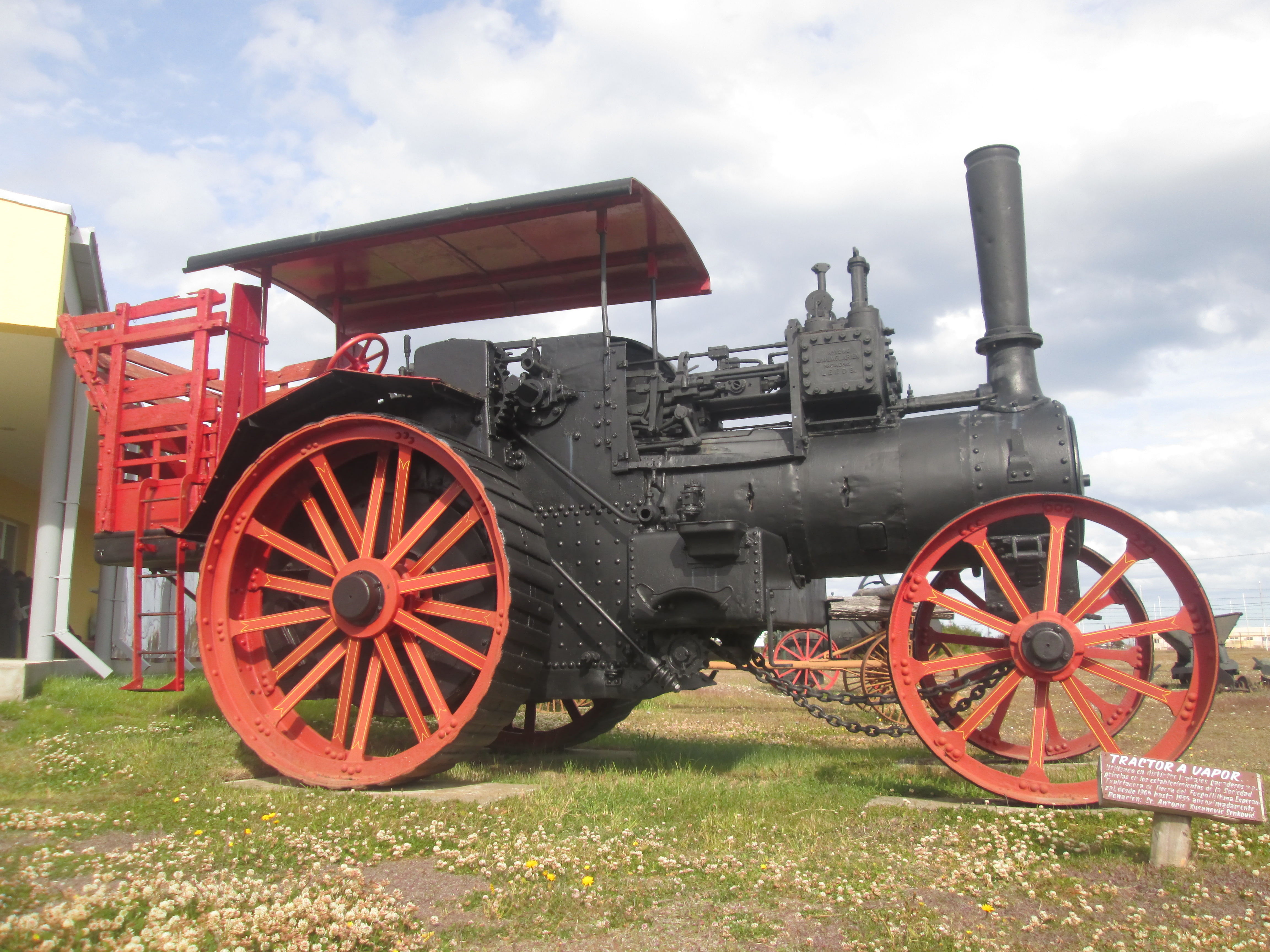
Tractor a vapor en el Museo del Recuerdo.

El Museo del Recuerdo del Instituto de la Patagonia se constituye en una muestra de edificaciones patrimoniales que incluye maquinarias y herramientas antiguas, que forman parte de un Museo Abierto, de alta convocatoria e identidad regional, con un importante número de visitantes extranjeros, en especial en las temporadas de primavera, verano y otoño.
Cuenta con 8 edificaciones patrimoniales de madera; 40 vehículos y transporte antiguos de incalculable valor histórico, máquinas; e innumerables herramientas, asociadas principalmente a las labores de la ganadería y petroleras.